# 古強西克
50°54′32″N 28°58′7″E / 50.90889°N 28.96861°E
古強西克（烏克蘭語：Гутянське），是烏克蘭北部的村莊，隸屬日托米爾州的科羅斯滕區。該村始建於1910年，面積0.77平方公里，海拔高度183米，2001年人口143，人口密度每平方公里185.71人。